# Deportes Copiapó
Club de Deportes Copiapó – chilijski klub piłkarski z siedzibą w mieście Copiapó w regionie Atacama.

## Osiągnięcia
- Mistrz trzeciej ligi (Tercera División) (1): 2002

## Historia
Klub założony został 9 marca 1999 roku w miejsce klubu Regional Atacama, który w 1998 spadł z trzeciej ligi chilijskiej. Pierwszym prezesem nowego klubu został Ítalo González. W roku 2002 mistrzostwo trzeciej ligi dało klubowi awans do drugiej ligi, w której gra do dziś. Głównym rywalem klubu Deportes na pustyni Atakama jest klub CD Cobresal.